# 540-й зенітний ракетний полк ППО (СРСР)
540-й зенітний ракетний полк — формування військ протиповітряної оборони Радянської армії, що існувало у 1944—1992 роках.
Полк брав участь у Другій світовій війні.
У післявоєнний час дислокувався у Львівській області.

## Історія

### Друга світова війна
З'єднання сформовано у Дніпропетровську навесні 1944 року як 540-й зенітний артилерійський полк. Від липня 1944 — у складі 8-го корпусу ППО. З просуванням Червоної Армії на захід, особовий склад частини виконував завдання із прикриття з повітря міст Дніпропетровськ, Первомайськ, Тернопіль, Луцьк, Львів.

### Післявоєнний період
Разом з іншими формуваннями 28-го корпусу ППО увійшов до складу 8-ї окремої армії ППО. На підставі Директиви Головного штабу Військ ППО №ОМУ/1/45225 від 09 серпня 1960 року 540-й зенітний артилерійський полк перейменований у 540-й зенітний ракетний полк ППО.
У липні 1969 року частину передислоковано до Кам'янки-Бузької.
Після розпаду СРСР у 1992 році, полк перейшов під юрисдикцію України. Особовий склад присягнув на вірність українському народові, і полк увійшов до складу Збройних сил України як 540-й зенітний ракетний полк.

## Командири
- (1944—1945) полковник Ліпкович Ісаак Абрамович
- (1945—1949) полковник Семенов Іван Олексійович
- (1949—1955) підполковник Кухарєв Микола Олексійович
- (1955—1957) полковник Коцько Іван Терентійович
- (02—07.1957) полковник Федоров Олександр Іванович
- (1957—1961) полковник Зайченко Іван Іванович
- (1961—1962) полковник Кулягін Іван Маркович
- (1962—1967) полковник Храмцов Олександр Іванович
- (1967—1970) полковник Родзік Володимир Васильович
- (1970—1972) полковник Дорошенко Анатолій Тихонович
- (1972—1974) полковник Горшков Леонід Степанович
- (1974—1978) полковник Махлай Леонід Петрович
- (1978—1979) підполковнік Луценко Володимир Трохимович
- (1979—1981) полковник Афонін Василь Кирилович
- (1981—1985) майор Оліфіров Олександр Федорович
- (1985—1988) підполковнік Манюхін Микола Федорович
- (1988—1992) полковник Михайлін Олександр Іванович